# نووا بيري سينيور
نووا بيري سينيور (بالإنجليزية: Noah Beery Sr.)‏ مواليد 17 يناير 1882 في ميزوري، الولايات المتحدة - الوفاة 01 أبريل 1946 في بيفرلي هيلز، الولايات المتحدة، هو ممثل أمريكي بدأ مسيرته الفنية سنة 1898. من أعماله أساءت التصرف معه. امتدت مسيرته الفنية لأكثر من 47 عاما.

## روابط خارجية
- نوح بيري سينيور على موقع IMDb (الإنجليزية)
- نوح بيري سينيور على موقع الموسوعة البريطانية (الإنجليزية)
- نوح بيري سينيور على موقع روتن توميتوز (الإنجليزية)
- نوح بيري سينيور على موقع ألو سيني (الفرنسية)
- نوح بيري سينيور على موقع أول موفي (الإنجليزية)
- نوح بيري سينيور على موقع قاعدة بيانات برودواي على الإنترنت (الإنجليزية)
- نوح بيري سينيور على موقع قاعدة بيانات برودواي على الإنترنت (الإنجليزية)
- نوح بيري سينيور على موقع قاعدة بيانات الأفلام السويدية (السويدية)
- نوح بيري سينيور على موقع إن إن دي بي (الإنجليزية)
- نوح بيري سينيور على موقع ديسكوغز (الإنجليزية)